# タイトルなし
『タイトルなし』は、ドイツのバンドであるラムシュタインの7枚目のスタジオ・アルバム。同バンドのアルバムで、初めて世界同時発売となった。

## 概要
前作以降、10年ぶりとなるオリジナル・アルバムである。
タイトルはなく、公式サイトでは「7番目のアルバム」とされている。英語版やドイツ語版ウィキペディアのページにもタイトルは掲載されていない。本稿ではユニバーサルミュージックジャパン公式の表記に従い、『タイトルなし』として解説する。
2013年から2年間の活動休止を経て、活動再開に伴い、結成時からプロデューサーを務めてきたヤーコブ・ヘルナーを解任し、リヒャルトの率いるバンド"エミグレイト"の元メンバーであるオルセン・インヴォルティーニをつけての体制となった。
「現在と過去の自叙伝」「本物と架空の痛み」をテーマとしたコンセプト・アルバムである。リヒャルトは「ラムシュタインの達成していない、新たな可能性を秘めたアルバム」と評している。
本作はドイツ語で歌うバンドで史上初の全英トップ10入り、日本のオリコンでも総合チャートで39位に入るなど、日本を含めた世界的な成功を収めた。

## 収録曲
作詞作曲はすべて「Rammstein」表記。邦題はユニバーサルミュージックジャパン公式より引用。
1. Deutschland - ドイツ
歌詞の中にドイツ国内の公で流すことができない国歌の1番「Deutschland, Deutschland, über alles(訳:ドイツよ、ドイツよ、すべての上にあれ)」の格変化を変えて引用している[注釈 1]。
シングルのジャケットはゲルマニアというドイツそのものを擬人化したものであり、アフリカ系ドイツ人女優のルビー・カミー（英語版）を起用している。
ミュージックビデオは大きく分けてトイトブルク森の戦い、十字軍、第三帝国、東ドイツのシュタージ政権の4つのセクションに分けられ、細部にはヒンデンブルク号の墜落事故やハイパーインフレ、ホロコーストが描かれている。
この映像はユダヤ人団体やイスラエル外務省から大きく非難された[4]。
アイアン・メイデンの曲「The Writing On The Wall」のミュージックビデオはこの映像を参考に作られた[5]。
2. Radio - ラジオ
東ドイツ版レディオ・ガガと評されている。
ミュージックビデオの冒頭音声はベルリン南東部にあるケーニヒス・ヴスターハウゼン送信所（英語版）から流れているというものである。この送信所はドイツのラジオ放送の発祥地として有名である[6]。また、ティルが扮しているのはクラウス・ノミと思われる。
3. Zeig dich - 姿を見せろ
教会内での暴力がモチーフとなっている。
コーラスの音声はラテン語である。
YouTubeにリリックビデオが投稿されている[7]。
4. Ausländer - 異邦人
セックスツーリズムがモチーフとなっている。
サビはドイツ語だけでなく、フランス語、イタリア語、英語、ロシア語で歌われる。また、アウトロの歌詞はあえて間違った文法となっている。
ミュージックビデオはドイツ植民地帝国をモチーフとしているとされ、批判の対象にもなっている[8]。
ライブではミュージックビデオ用に延長されたアウトロのギターソロの最後に、パウルとリヒャルトがキスをするというパフォーマンスで知られている。これはロシアにおける同性愛宣伝禁止法に対する抗議活動として行っている[9]。
5. Sex - セックス
YouTubeにリリックビデオが投稿されている[10]。
6. Puppe - 操り人形
YouTubeにリリックビデオが投稿されている[11]。
7. Was ich liebe - 俺が愛するもの
前作で没とされ、収録されなかった曲「Rassmus」のメロディを変えたもの。この仮題は前作が発売前にリーク被害に遭った際に見つかった名前である。
YouTubeにリリックビデオが投稿されている[12]。
8. Diamant - ダイヤモンド
9. Weit Weg - 遠く離れて
10. Tattoo - タトゥー
11. Hallomann - ハローマン
歌詞から、マルク・デュトルー事件をモチーフにしていると思われる[13]。

## 参加ミュージシャン

### ラムシュタイン
- ティル・リンデマン - ボーカル
- リヒャルト・Z・クルスペ - リードギター・バックボーカル
- パウル・ランダース - リズムギター・バックボーカル
- オリバー・リーデル - ベース
- クリストフ・ドゥーム・シュナイダー - ドラム
- ドクトル・クリスティアン・ローレンツ - キーボード

### 追加ミュージシャン
- The Academic Choir and the Symphony Orchestra of the National Television and Radio Company of Belarus, Minsk - ストリングス、コーラス (「Zeig dich」「Puppe」)
- Meral Al-Mer（ドイツ語版） - バックボーカル（「Deutschland」「Tattoo」）
- Carla Bruhn – バックボーカル（「Hallomann」）